# 荷蘭寶貝鬆餅

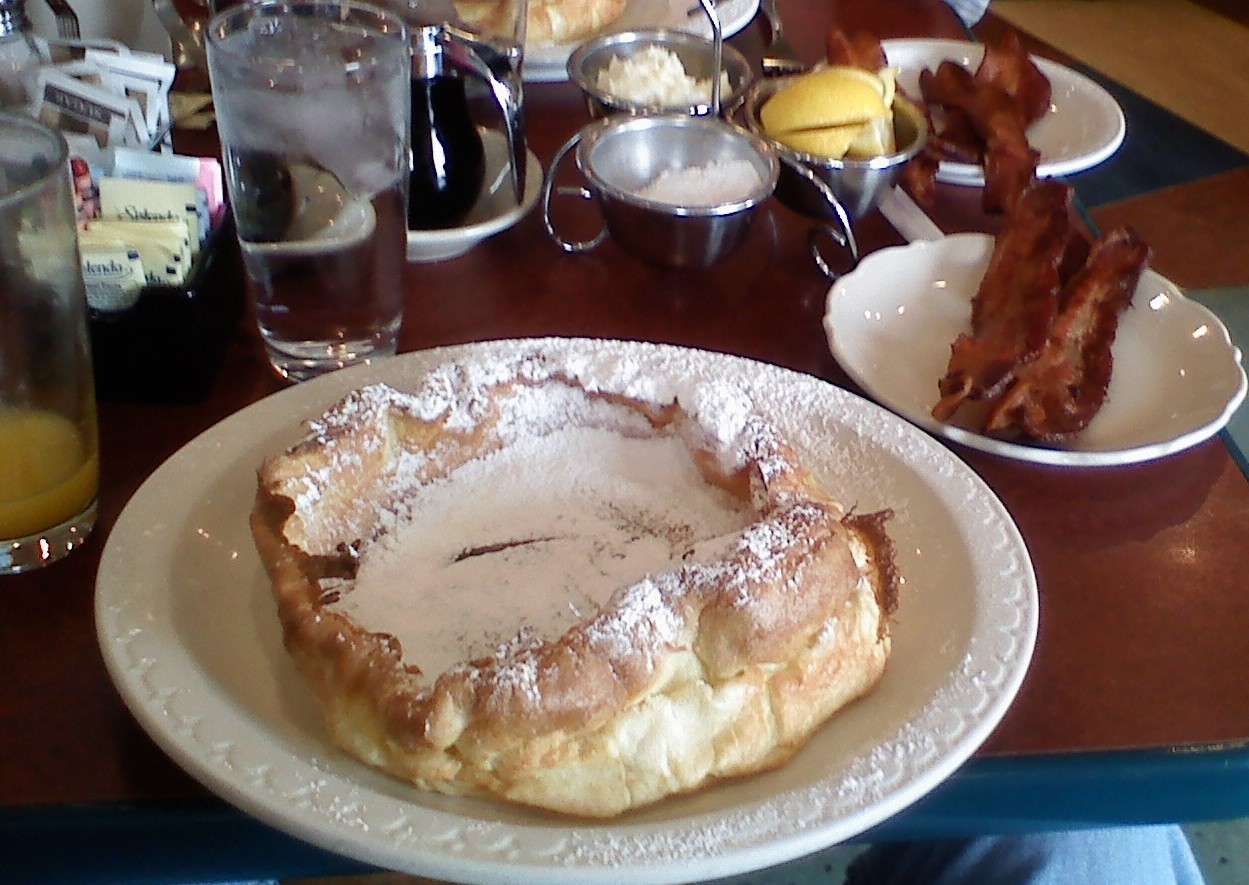
一個檸檬口味的德式鬆餅, 上面還有培根做搭配

荷蘭寶貝鬆餅（Dutch baby pancakes, German pancake, Bismarck, Dutch puff），其別稱有德式鬆餅、鐵鍋鬆餅、德式布丁、俾斯麥布丁或荷蘭泡芙，是一種由美國人發明的烘烤麵團類甜品，通常供應於美國西海岸，其口感介於美式鬆餅、約克布丁和泡芙三者之間。
基本的荷蘭寶貝鬆餅配方，包含三分之一杯中筋麵粉、一個打成泡沫狀的雞蛋、三分之一杯牛奶。
其靈感來源是德國的鬆餅（Pfannkuchen），由雞蛋、麵粉、糖和牛奶製成，通常用香草和肉桂調味。在“美國化”之後，它被放在鑄鐵鍋或金屬平底鍋中進行烹製，為了防止它的酥皮在從烤箱中取出之後就馬上落下，通常會在餅皮的四周加入鮮榨檸檬、黃油、水果醬、糖漿來軟化，以形成一個整體。

## 歷史
根據《日落》（Sunset）雜誌的報導，荷蘭寶貝鬆餅在1900年代初在位於華盛頓西雅圖的曼卡咖啡館（Manca's Cafe）推出，該餐廳由維克多·曼卡（Victor Manca）所有。儘管來自德式鬆餅，但據說荷蘭寶貝鬆餅這個名稱是由曼卡的一位女兒創造的，也許是因為她將德語的「德國的」（Deutsch）誤以為是英文的“荷蘭的”（Dutch）。曼卡的咖啡館聲稱它在1942年擁有荷蘭寶貝鬆餅的商標。
荷蘭寶貝鬆餅是一些食客和連鎖店的特產，專門供應早餐菜餚，如俄勒岡州成立的The Original Pancake House或新英格蘭連鎖店Bickford's，這兩種菜餚都是純荷蘭寶貝鬆餅和類似的，被稱為寶貝蘋果，其中包含嵌入在鬆餅中的蘋果片，通常作為甜點食用。
荷蘭寶貝鬆餅正式進入美國家庭，是由於美國作家和編輯大衛·艾爾（David W. Eyre）寫了一份家庭食譜而迅速在全美範圍內普及；該食譜由《紐約時報》食品編輯克雷格·克萊本（Craig Claiborne）在1966年4月10日發表，還傳回了歐洲、在英國《泰晤士報》的文章“Pancake Nonpareil”中發表。這份食譜除了通常為家庭主婦們規定食材的重量、數量和溫度之外，還省掉了德國原版麵糊中的糖和鹽，成為了最暢銷的荷蘭寶貝鬆餅配方，最著名食譜為的1919年出版的版本。該食譜也出現在“紐約時報本質食譜”中，長期食品作家阿曼達·黑瑟爾（Amanda Hesser）將其列入她的最愛，當她開始寫這本書時，便把它列為最推薦的五大食譜之一。

## 備註
1. ↑  中文圈坊間多流傳因二戰時，稱德國鬆餅有礙於銷售而改名為[4]，惟荷蘭寶貝鬆餅實際推出時間要遠早於二戰，甚至在一戰之前。

## 外部鏈接
- Alton Brown's recipe for Dutch Baby pancake （页面存档备份，存于）
- Food Network Kitchens recipe for a German pancake
- New York Times recipe for David Eyre's pancake （页面存档备份，存于）
- Amanda Hesser demonstrates cooking a David Eyre's pancake （页面存档备份，存于）